# Liste der Monuments historiques in Merceuil
Die Liste der Monuments historiques in Merceuil führt die Monuments historiques in der französischen Gemeinde Merceuil auf.

## Liste der Objekte
| Bezeichnung                   | Beschreibung                                                           | Standort                        | Kennzeichnung | Schutzstatus | Datum | Bild |
| ----------------------------- | ---------------------------------------------------------------------- | ------------------------------- | ------------- | ------------ | ----- | ---- |
| Hauptaltar                    | Altartisch; Stein, 18. Jahrhundert; aus der Kirche St-Pierre in Beaune | in der Kirche St-Laurent (Lage) | PM21003743    | Inscrit      | 1981  |      |
| Gemälde Heiliger Hieronymus   | Ölfarbe auf Leinwand, 17. Jahrhundert                                  | in der Kirche St-Laurent (Lage) | PM21003744    | Inscrit      | 1981  |      |
| Skulptur Unterweisung Mariens | Holz, farbig gefasst, 18. Jahrhundert                                  | in der Kirche St-Laurent (Lage) | PM21003745    | Inscrit      | 1981  |      |
| Kasel                         | Seide, bestickt, 18. Jahrhundert                                       | in der Kirche St-Laurent (Lage) | PM21004809    | Inscrit      | 2006  |      |